# Двадесет девета изложба УЛУС-а (1960)
Двадесет девета изложба УЛУС-а (1960) је трајала од 1. до 20. маја 1960. године. Одржана је у галеријском простору Удружења ликовних уметника Србије односно у Уметничком павиљону "Цвијета Зузорић", у Београду.

## Награде
На овој изложби су додељене следеће награде:
- Златна палета - Славољуб Богојевић
- Златно длето - Живојин Стефановић

## Излагачи

### Сликарство
Радови изложени од 1. до 10. маја:
1. Мирољуб Алексић
2. Крста Андрејевић
3. Даница Антић
4. Милош Бабић
5. Милорад Балаћ
6. Боса Беложански
7. Маринко Бензон
8. Михаил Беренђија
9. Никола Бешевић
10. Петар Бибић
11. Олга Богдановић-Милуновић
12. Милан Божовић
13. Ђорђе Бошан
14. Коста Брадић
15. Војтех Братуша
16. Тивадар Вањек
17. Милена Велимировић
18. Владимир Величковић
19. Димитрије Вујовић
20. Драга Вуковић
21. Живан Вулић
22. Слободан Гавриловић
23. Оливера Галовић Протић
24. Слободан-Бодо Гарић
25. Ратомир Глигоријевић
26. Милош Голубовић
27. Оливера Грбић
28. Мирко Даљев
29. Ксенија Дивјак
30. Мило Димитријевић
31. Дана Докић
32. Амалија Ђаконовић
33. Светислав Ђурић
34. Маша Живкова
35. Ксенија Илијевић
36. Иван Јакобчић
37. Мирјана Јанковић
38. Александар Јеремић
39. Богдан Јовановић
40. Гордана Јовановић
41. Ђорђе Јовановић
42. Милош Јовановић
43. Вера Јосифовић
44. Јарослав Кандић
45. Богомил Карлаварис
46. Радивоје Кнежевић
47. Јарослав Кратина
48. Лиза Крижанић-Марић
49. Невена Крстић
50. Чедомир Крстић

Радови изложени од 11. до 20. маја:
1. Стеван Максимовић
2. Бранко Манојловић
3. Милан Маринковић
4. Војислав Марковић
5. Мома Марковић
6. Милинко Миковић
7. Радослав Миленковић
8. Душан Миловановић
9. Живорад Милошевић
10. Милан Миљковић
11. Саша Мишић
12. Душан Мишковић
13. Марклен Мосијенко
14. Муслим Мулићи
15. Живорад Настасијевић
16. Добривоје Николић
17. Рајко Николић
18. Мирјана Николић Пећинар
19. Бранко Омчикус
20. Зоран Павловић
21. Лепосава Ст. Павловић
22. Споменка Павловић
23. Чедомир Павловић
24. Стојан Пачов
25. Јефто Перић
26. Павле Петрик
27. Тонка Петрић
28. Зоран Петровић
29. Јелисавета Ч. Петровић
30. Миодраг Петровић
31. Татјана Поздњаков
32. Гордана Поповић
33. Мирко Почуча
34. Божидар Продановић
35. Бата Протић
36. Бранислав Протић
37. Веселин Радојковић
38. Божидар Раднић
39. Благота Радовић
40. Влада Радовић
41. Иван Радовић
42. Радмила Радојевић
43. Ђуро Радоњић
44. Ратимир Руварац
45. Маријан Савиншек
46. Светозар Самуровић
47. Федор Соретић
48. Слободан Сотиров
49. Бранко Станковић
50. Милић Станковић
51. Боривоје Стевановић
52. Милица Стевановић
53. Едуард Степанчић
54. Мирко Стефановић
55. Владимир Стојановић
56. Живко Стојсављевић
57. Рафаило Талви
58. Војо Татар
59. Невена Теокаровић
60. Олга Тиран
61. Војислав Тодорић
62. Владислав Тодоровић
63. Борислав Топузовић
64. Дмитар Тривић
65. Стојан Трумић
66. Лепосава Туфегџић
67. Стојан Ћелић
68. Милорад Ћирић
69. Антон Хутер
70. Иван Цветко
71. Љубомир Цветковић
72. Љубомир Цинцар-Јанковић
73. Милан Цмелић
74. Алекса Челебоновић
75. Катица Чешљар
76. Оливера Чохаџић Радовановић
77. Милена Чубраковић
78. Димитар Чудов
79. Михаило Чумић
80. Мила Џокић
81. Зуко Џумхур
82. Томислав Шебековић
83. Александар Шиверт
84. Мирјана Шипош
85. Милена Шотра

### Вајарство
Радови изложени од 1. до 10. маја:
1. Градимир Алексић
2. Габор Алмаши
3. Борис Анастасијевић
4. Милан Бесарабић
5. Радмила Будисављевић
6. Вука Велимировић
7. Милан Верговић
8. Војислав Вујисић
9. Душан Гаковић
10. Ангелина Гаталица
11. Радмила Граовац
12. Савица Дамјановић
13. Милорад Дамњановић
14. Стеван Дукић
15. Оља Ивањицки
16. Војислав Јакић
17. Олга Јеврић
18. Божидар Јововић
19. Мира Јуришић
20. Антон Краљић
21. Момчило Крковић
22. Мирјана Летица
23. Ото Лого
24. Милан Лукић

Радови изложени од 11. до 20. маја:
1. Момчило Миловановић
2. Живорад Михаиловић
3. Душан Николић
4. Мирослав Николић
5. Јерко Павишић
6. Радивоје Павловић
7. Мирослав Протић
8. Павле Радовановић
9. Рајко Радовић
10. Љубинка Савић Граси
11. Драгутин Спасић
12. Славка Средовић
13. Живојин Стефановић
14. Тања Стефановић-Зарин
15. Војин Стојић
16. Љубица Тапавички Берберски
17. Синиша Тодоровић
18. Михаило Томић
19. Јосиф Хрдличка
20. Јелисавета Шобер-Поповић